# Johan Assman
Johan Assman, död 1667 i Stockholm, var en tysk-svensk målare och konterfejare.
Assman som var av tysk härkomst flyttade till Stockholm i slutet av 1620-talet och var gift med skräddaren Johan Kleens dotter Elisabeth. Han hade två kända barn: målarmästaren Elias Assman och Christina "Justina" Assman (död 1675), som var hustru till Johan Georg Philiph, målare och konterfejare i Stockholm.   
Han var flitigt anlitad som porträttmålare av högadeln i Stockholm och blev mästare i Stockholms målarämbete och slutligen ålderman inom sitt skrå. Vid sidan av de äldre mästarna Cornelius Arendtz och Jacob Elbfas verkar det som om Assman var den mest anlitade målaren under 1630- och 1640-talen. Utöver porträtt målade han begravningsfanor och fasta dekorativa målningar och var under dessa årtionden nästan i oavbrutet arbete för riksamiralen Carl Carlsson Gyllenhielm. I likhet med Elbfas utförde han en serie kungliga släktporträtt men fick även förtroendet att ändra Gyllenhielm och hans makas porträtt genom att måla dit nya huvuden 1634 och följande år färdigställde han porträttet på det grevliga herrskapet som Cornelius Arendtz påbörjat. Vid samma tid målar han för Gyllenhielms räkning stadsbilder från Paris, Helena och Thisbe samt två stora historiemålningar. Gyllenhielms konstsamling kom efter flytten från Karlberg till Sundbyholm till stora delar bli förstörd och några säkra spår av hans arbeten för Gyllenhielm finns inte bevarade. Man tillskriver honom ett porträtt Gyllenhielm som finns på Gripsholms slott samt ett dubbelporträtt med Gyllenhielms barn som finns i den på Tyresö deponerade Mörnerska samlingen.  